# NGC 884
NGC 884 és un cúmul obert localitzat a 7600 anys llum a la constel·lació de Perseu. El cúmul té una edat aproximada de 12.5 milions d'anys. És el més oriental del Cúmul Doble amb NGC 869. Localitzats en l'associació OB1 Perseus, tots dos cúmuls estan físicament un prop de l'altre, a sol uns centenars d'anys llum de distància. Els cúmuls van ser registrats per primera vegada per Hiparc de Nicea, però és probable que es coneguin des de l'antiguitat.
El Doble Cúmul és un favorit dels astrònoms aficionats. Aquests cúmuls brillants sovint es fotografien o s'observen amb petits telescopis. Fàcils de trobar, són visibles a simple vista entre les constel·lacions de Perseu i Casiopea com una taca brillant en el cel d'hivern de la Via Làctia.
Amb petits telescopis el cúmul apareix com un bell conjunt d'estels brillants localitzats en un ric camp estel·lar. Dominat per estels blaus brillants el cúmul també alberga unes quantes estels taronges que afegeixen interès visual. Tots dos cúmuls junts ofereixen una vista espectacular a pocs augments. De vegades se'l coneix com a χ Per encara que probablement aquesta denominació es refereix a tots dos cúmuls.